# Jogviszony
Jogviszony alatt a jogtudományban olyan társadalmi viszonyt értünk, amelyet a jogalkotó a jogi szabályozás körébe bevont, jogilag szabályozott.
Aszerint, amint a jogosított vagy kötelezett fél valamely jogviszonyban magánszeméllyel, vagy az állami közönséggel áll szemben, magát a jogviszonyt is magán- vagy közjogi viszonynak nevezzük.

## Magánjogi viszonyok
A polgári jogi jogviszonyok vagyoni jellegű és személy természetű viszonyok, amelyekben a felek egyenjogúak, egymáshoz képest mellérendelt pozícióban állnak, és amelyekben többnyire az akaratautonómia érvényesül.
A polgári jogviszonyokat a következőképpen osztályozhatjuk:

### Személyi viszonyok
A személyek jogalanyiságával kapcsolatos viszonyok, illetve a személyhez fűződő jogok védelmével kapcsolatos viszonyok.

### Vagyoni viszonyok
A vagyoni viszonyokon belül megkülönböztetünk dologi viszonyokat, a kötelmi viszonyokat és az öröklési viszonyok. A dologi jogviszonyok tipikusan abszolút szerkezetű viszonyok, a kötelmi jogviszonyok pedig relatív szerkezetű viszonyok.

### Példa
Jogviszony áll fenn a hitelező és az adós között: a hitelező jogosult követelni, hogy az adós teljesítsen, az adós köteles teljesíteni (relatív jogviszony). Továbbá ilyen jogviszony áll fenn a tulajdonos és minden más ember között: a tulajdonos jogosult követelni, hogy rajta kívül más az ő dolgához hozzá ne nyúljon, minden más ember köteles a tulajdonos dolgától tartózkodni (abszolút jogviszony).

### A jogviszony elemei
A jogviszonyoknak megkülönböztetjük az alanyait, a tárgyát és a tartalmát.

#### A jogviszony alanyai
A jogviszony alanyai azok a személyek, akik jogok és kötelezettségek hordozói lehetnek.

#### A jogviszony tárgya
A jogviszony közvetlen tárgya azon emberi magatartások, amelyeket az adott jogviszony alanyainak egymás irányában tanúsítaniuk kell, a közvetett tárgya pedig az a dolog, amelyre ez az emberi magatartás irányul.

#### A jogviszony tartalma
A jogviszony tartalma a jogviszony alanyait megillető jogosultságok és az őket terhelő kötelezettségek együttese.